# Franc Majnardi
Franc Majnardi, slovenski ekonomist in politik, * 23. avgust 1948, Litija.
Bil je zadnji župan z nazivom predsednika skupščine Občine Trbovlje, hkrati pa prvi poosamosvojitveni župan Občine Trbovlje.

## Življenje
Leto po njegovem rojstvu se je družina preselila iz Litije v Trbovlje, kjer je kasneje obiskoval osnovno in ekonomsko srednjo šolo.
Na Ekonomskoposlovni fakulteti v Mariboru je diplomiral na smeri za notranjo menjavo. Kot ekonomist pripravnik se je najprej zaposlil na železnici, nato je sedem let delal v Trbovljah v pravni inšpekcijski službi kot finančni inšpektor I, zatem pa še štiri leta kot šef kontrole. Med letoma 1984 in 1988 je bil direktor trboveljske podružnice Ljubljanske banke. Od leta 1989 do 1994 je deloval kot župan Občine Trbovlje. Mandat je začel z nazivom »predsednika skupščine občine«, s 15. januarjem 1994 pa se je naziv spremenil v »župana«.
Sam pravi, da je njegov največji dosežek iz časa županovanja znižanje onesnaženosti zraka, saj se je od leta 1990, ko je skupščina Občina Trbovlje sprejela sanacijski program na področju varstva zraka v občini Trbovlje, do leta 1994 povprečna koncentracija SO2 v kurilni sezoni znižala z 0,20 mg/m3 na 0,05 mg/m3.
Po končanem mandatu je deloval kot svetovalec direktorja Cestnega podjetja Ljubljana.
Upokojil se je leta 2006.